# Yūki Torigoe
Yūki Torigoe (鳥越 裕貴 Torigoe Yūki?,  Prefectura de Osaka, Japón, 31 de marzo de 1991) es un actor japonés. Anteriormente estuvo afiliado a Mitt Management. Es principalmente conocido por sus numerosas apariciones en musicales y obras de treatro, entre los que se destacan los papeles de Shōkichi Naruko en Yowamushi Pedal y Atsushi Nakajima en Bungō Stray Dogs.

## Biografía
Torigoe nació el 31 de marzo de 1991 en la prefectura de Osaka, Japón. En 2010, se unió a la agencia Sunaoka Creative Artist Agency, con la cual sigue trabajando actualmente.teriormente estuvo afiliado a Sunaoka Creative Artist Agency. Su debut como actor fue en la adaptación teatral de la serie de videojuegos Inazuma Eleven, donde interpretó a Shin'ichi Handa. Desde su debut, se ha dedicado a aparecer principalmente en obras y musicales.
En 2013, Torigoe participó en el musical Kyō Kara Maō!: Maō Tanjō-hen, donde interpretó a Ken Murata. En las secuelas posteriores de la franquicia fue reemplazado por los actores Ryū Kiyama y Sōichirō Sorihashi, respectivamente.

## Filmografía

### Series de televisión
| Año  | Título                                        | Rol                  | Notas     |
| ---- | --------------------------------------------- | -------------------- | --------- |
| 2009 | Karei Naru Spy                                |                      |           |
| 2009 | Saiban-chō! Koko wa Chōeki 4-nen de dō Suka   |                      |           |
| 2014 | Kataribe-san                                  | Shingo Murata        | Principal |
| 2016 | Fūbaika                                       | Shinji Yano          |           |
| 2017 | Rekishi Manzai: History Japan                 | Matsudaira Nobutsuna |           |
| 2017 | Sayonara, Enari-kun                           | Kawakami             |           |
| 2019 | Papa, Hajimemashita                           | Tsutomu Yaegashi     |           |
| 2020 | Denen Boys                                    | Alan                 |           |
| 2021 | Aitsu ga Kamitede Shimote ga Boku de          | Asuma Hebiya         |           |
| 2022 | Otōsan, Watashi, Kono Hito to Kekkon Shimasu! | Yūichirō Enomoto     |           |
| 2022 | Kamen Rider Revice                            | Shōzō Irabu          |           |
| 2023 | Aitsu ga Kamitede Shimote ga Boku de 2        | Asuma Hebiya         |           |

### Películas
| Año  | Título                             | Rol              | Notas     |
| ---- | ---------------------------------- | ---------------- | --------- |
| 2009 | Boku no Hatsukoi wo Kimi ni Sasagu |                  |           |
| 2010 | Beck                               |                  |           |
| 2011 | King's Game                        | Nomura           |           |
| 2016 | Fūbaika                            | Shinji Yano      |           |
| 2019 | Tōgenkyō Labyrinth                 | Momotarō Kibi    | Principal |
| 2022 | Bungō Stray Dogs: Beast            | Atsushi Nakajima |           |
| 2023 | River, Nagarenaide yo              | Taku             |           |

### Anuncios
- AOKI Holdings Inc. - Furesshāzu fea / Sūtsudebyū danshi-hen

### Photobooks
- Shashin-shū (Shōgakukan, 2015)[6]